# Baltocteniza kulickae
Baltocteniza
Genre
Espèce
Baltocteniza kulickae, unique représentant du genre Baltocteniza, est une espèce fossile d'araignées mygalomorphes de la famille des Ctenizidae.

## Distribution
Cette espèce a été découverte dans de l'ambre de la mer Baltique, en Pologne. Elle date du Paléogène, de l'Éocène supérieur.

## Description
La femelle subadulte holotype mesure 3,38 mm

## Systématique et taxinomie
Ce genre a été décrit par Eskov et Zonstein en 2000 dans les Ctenizidae.
Cette espèce a été décrite par Eskov et Zonstein en 2000.

## Étymologie
Cette espèce est nommée en l'honneur de Róża Kulicka.

## Publication originale
- Eskov & Zonstein, 2000 : « The first Ctenizoid Mygalomorph Spiders from Eocene Baltic amber (Araneida: Mygalomorphae: Ctenizidae). » Paleontological Journal, vol. 34, suppl. 3, p. 268–274 (texte intégral a & b).